# استفان مادیرا
استفان مادیرا (انگلیسی: Stéphane Madeira؛ زادهٔ ۴ ژانویهٔ ۱۹۹۰) بازیکن فوتبال اهل فرانسه است.
از باشگاه‌هایی که در آن بازی کرده‌است می‌توان به باشگاه فوتبال اوسر و باشگاه فوتبال موریرنز اشاره کرد.